# Karaçoban
Karaçoban là một huyện thuộc tỉnh Erzurum, Thổ Nhĩ Kỳ. Huyện có diện tích 552 km² và dân số thời điểm năm 2007 là 25999 người, mật độ 47 người/km².